# ジェイ・フォレスター
ジェイ・ライト・フォレスター（Jay Wright Forrester、1918年7月14日 - 2016年11月16日）はアメリカの計算機科学者、システム科学者。MITスローン経営大学院で教授を務めていた。力学系におけるオブジェクト間の相互作用のシミュレーション手法であるシステムダイナミクスの生みの親である。

## 経歴
1918年、ネブラスカ州アンセルモ近郊の牧場で生まれる。牧場には電力が届いていなかったため、高校生のときに古い自動車の部品を流用して12ボルトの電力を発生する風力発電機を作った。高校卒業後、奨学金を得て農学部へ行くことにしたが、入学の3週間前、牧場を継ぐことに全く魅力を感じていないことに気づく。そこで1936年、ネブラスカ大学工学部に入学し、電気工学を学び始めた。そこで、電気工学が力学系理論的中核を学べる唯一の学問分野だと確信した。
1939年に大学を卒業すると、マサチューセッツ工科大学 (MIT) で研究助手となり、その後はずっとMITで働くことになった。MITに行った最初の年に「フィードバック制御系」の先駆者ゴードン・S・ブラウンに徴用されることになり、第二次世界大戦中はブラウンの下でレーダーのアンテナや砲塔を制御するサーボ機構の開発を行った。この仕事は数学的な理論から実用化までを一貫して行う研究だった。最終的にUSSレキシントンに実験的装置を設置して研究はいったん終わったが、フォレスターは1942年に志願して同艦に乗り込むため真珠湾まで赴いた。タラワ侵攻のために同艦が沖に出た際、実験装置を修理している。
終戦間近の1944年、MITにて航空機のための高度なフライトシミュレータの開発を開始。当初はアナログコンピュータを使う予定だったが、最終的にWhirlwindというデジタルコンピュータの開発へと発展し、軍の戦闘情報システムの実験的開発プロジェクトとなった。1949年ごろ、海軍は Whirlwind への関心を失いプロジェクトを破棄しようとした。同年8月、ソビエト連邦が初の核実験を行う。アメリカとソ連の関係は冷え切っていたため、この出来事にアメリカ政府は動揺し、軍はソ連が遠隔から核攻撃する能力を持つに至ったとし、コンピュータを国防に利用することが必須だとした。Whirlwindは海軍が関与していた中でも最先端のコンピュータであり、見直されることになる。そして、防空管制の複雑さに直面していた空軍が Whirlwind に関わってくる。Whirlwindプロジェクトは最終的に SAGE（Semi-Automatic Ground Environment）へと発展し、NORADの分散化された中核として使われるようになった。フォレスターは1956年まで電気工学や計算機工学の研究を続けた。コンピュータ黎明期は終わったと感じたフォレスターは工学分野を離れ、経営管理論へと向かった。
1956年、MITスローン経営大学院に移り、最終的には Germeshausen 名誉教授兼シニア講演者となった。電気システムの工学的観点を持ち込んだことで、この分野に新たな地平をもたらした。フォレスターは組織方針の具体的かつ実験的な研究に集中。社会システムの分析にコンピュータシミュレーションを使い、モデル毎の含意を予測した。この手法が「システムダイナミクス」と呼ばれるようになり、フォレスターはその生みの親と呼ばれるようになった。
システムダイナミクスに関するフォレスターの最初の著書 Industrial Dynamics（産業のダイナミクス）では産業ビジネスサイクルの分析を行っている。数年後、前ボストン市長 John F. Collins とのやりとりを元にフォレスターは Urban Dynamics（都市のダイナミクス）を書いた。これは広範囲な社会問題をモデル化できるかどうかという今も進行中の議論を引き起こした。
アーバン・ダイナミクスモデルのユニークな洞察は、世界中の都市計画関係者の注意を引き付け、フォレスターはローマクラブの創立者と会うことになった。彼はローマクラブとのグローバルな持続可能性に関する議論を元に World Dynamics（世界のダイナミクス）という本を書いた。この本では、世界の経済、人口、エコロジーの複雑な相互作用のモデリングを行っており、多くの誤解を生むこととなったのは無理も無いことである（ドネラ・メドウズの『成長の限界』など）。
2016年11月16日、前立腺がんのため死去。98歳没。

## 他の業績
Whirlwindプロジェクトはまた、今日のRAMの先駆けとなる磁気コアメモリの実用化に大きな役割を果たした。
1950年代後半、サプライチェーン・マネジメントの考え方につながる先駆的研究も行っていた。

## 主な受賞歴
- 1972年 IEEE栄誉賞
- 1974年 ハワード・N・ポッツ・メダル
- 1989年 アメリカ国家技術賞[5]
- 1995年 コンピュータ歴史博物館フェロー選出
- 2006年 Operational Research Hall of Fame選出

## 著作
主な書籍:
- 1961. Industrial dynamics. Waltham, MA: Pegasus Communications.
- 1968. Principles of Systems, 2nd ed. Pegasus Communications.
- 1969. Urban Dynamics. Pegasus Communications.
- 1971. World Dynamics. Wright-Allen Press.
- 1975. Collected Papers of Jay W. Forrester. Pegasus Communications.

主な論文:
- 1958. "Industrial Dynamics--A Major Breakthrough for Decision Makers.", in: Harvard Business Review, Vol. 36, No. 4, pp. 37–66.
- 1968, Market Growth as Influenced by Capital Investment.[6]
- 1971, Counterintuitive Behavior of Social Systems. [7]
- 1989, System Dynamics and the Lessons of 35 Years.
- 1991, The Beginning of System Dynamics.
- 1992, System Dynamics and Learner-Centered-Learning in Kindergarten through 12th Grade Education.
- 1994, Learning through Systems Dynamics as preparation for the 21st Century.
- 1996, System Dynamics and K–12 Teachers.
- 1998, Designing the Future.
- 1999, System Dynamics: the Foundation Under Systems Thinking.